# Wiejsyna
Wiejsyna – część wsi Wólka Turebska położona w Polsce,  w województwie podkarpackim, w powiecie stalowowolskim, w gminie Zaleszany.
W latach 1975–1998 Wiejsyna należała administracyjnie do województwa tarnobrzeskiego.